# Việt Nam tại Thế vận hội
Việt Nam lần đầu tiên tham dự Thế vận hội Olympic vào năm 1952 với tư cách là Quốc gia Việt Nam. Sau khi đất nước bị chia cắt vào năm 1954, chỉ có Việt Nam Cộng hòa tiếp tục tham dự các kỳ Thế vận hội, cử vận động viên đến tham gia mọi kỳ Thế vận hội Mùa hè từ năm 1956 cho đến năm 1972.
Kể từ khi đất nước được thống nhất vào năm 1976, Việt Nam thi đấu với tên gọi Cộng hòa Xã hội Chủ nghĩa Việt Nam, tham dự mọi kỳ Thế vận hội kể từ năm 1980 tới nay. Vì lý do kinh tế và chính trị, Việt Nam không tham dự hai kỳ Thế vận hội 1976 & 1984. Ủy ban Olympic Việt Nam hiện tại được thành lập vào năm 1976 và được Ủy ban Olympic Quốc tế (IOC) công nhận vào năm 1979. Việt Nam chưa từng tham dự Thế vận hội Mùa đông.
Việt Nam giành được huy chương đầu tiên tại Thế vận hội Mùa hè năm 2000 ở Sydney, khi Trần Hiếu Ngân giành huy chương bạc môn Taekwondo ở hạng cân dưới 57 kg nữ. Việt Nam giành được huy chương vàng đầu tiên tại Thế vận hội năm 2016 ở Rio de Janeiro, khi xạ thủ Hoàng Xuân Vinh giành chiến thắng ở nội dung súng ngắn hơi nam 10m.
Việt Nam giành được huy chương đầu tiên tại Thế vận hội Mùa hè năm 2000 ở Sydney, khi Trần Hiếu Ngân giành huy chương bạc môn Taekwondo ở hạng cân dưới 57 kg nữ. Việt Nam giành được huy chương vàng đầu tiên tại Thế vận hội năm 2016 ở Rio de Janeiro, khi xạ thủ Hoàng Xuân Vinh giành chiến thắng ở nội dung súng ngắn hơi nam 10m.
Do thiếu đầu tư cho việc tranh tài tại Olympic, Việt Nam chỉ cử trung bình khoảng 12 vận động viên tham dự mỗi kỳ Thế vận hội cho đến Tokyo 2020.

## Bảng huy chương

### Thành tích tại các kỳ Thế vận hội
| Đại hội               | VĐV               | Vàng              | Bạc               | Đồng              | Tổng              | Xếp hạng      |
| --------------------- | ----------------- | ----------------- | ----------------- | ----------------- | ----------------- | ------------- |
| Athens 1896           | không tham dự     | không tham dự     | không tham dự     | không tham dự     | không tham dự     | không tham dự |
| Paris 1900            | không tham dự     | không tham dự     | không tham dự     | không tham dự     | không tham dự     | không tham dự |
| St. Louis 1904        | không tham dự     | không tham dự     | không tham dự     | không tham dự     | không tham dự     | không tham dự |
| London 1908           | không tham dự     | không tham dự     | không tham dự     | không tham dự     | không tham dự     | không tham dự |
| Stockholm 1912        | không tham dự     | không tham dự     | không tham dự     | không tham dự     | không tham dự     | không tham dự |
| Antwerp 1920          | không tham dự     | không tham dự     | không tham dự     | không tham dự     | không tham dự     | không tham dự |
| Paris 1924            | không tham dự     | không tham dự     | không tham dự     | không tham dự     | không tham dự     | không tham dự |
| Amsterdam 1928        | không tham dự     | không tham dự     | không tham dự     | không tham dự     | không tham dự     | không tham dự |
| Los Angeles 1932      | không tham dự     | không tham dự     | không tham dự     | không tham dự     | không tham dự     | không tham dự |
| Berlin 1936           | không tham dự     | không tham dự     | không tham dự     | không tham dự     | không tham dự     | không tham dự |
| Luân Đôn 1948         | không tham dự     | không tham dự     | không tham dự     | không tham dự     | không tham dự     | không tham dự |
| Helsinki 1952         | 4                 | 0                 | 0                 | 0                 | 0                 | —             |
| Melbourne 1956        | 6                 | 0                 | 0                 | 0                 | 0                 | —             |
| Roma 1960             | 3                 | 0                 | 0                 | 0                 | 0                 | —             |
| Tokyo 1964            | 5                 | 0                 | 0                 | 0                 | 0                 | —             |
| Thành phố México 1968 | 9                 | 0                 | 0                 | 0                 | 0                 | —             |
| München 1972          | 2                 | 0                 | 0                 | 0                 | 0                 | —             |
| Montréal 1976         | không tham dự     | không tham dự     | không tham dự     | không tham dự     | không tham dự     | không tham dự |
| Moskva 1980           | 31                | 0                 | 0                 | 0                 | 0                 | —             |
| Los Angeles 1984      | không tham dự     | không tham dự     | không tham dự     | không tham dự     | không tham dự     | không tham dự |
| Seoul 1988            | 10                | 0                 | 0                 | 0                 | 0                 | —             |
| Barcelona 1992        | 7                 | 0                 | 0                 | 0                 | 0                 | —             |
| Atlanta 1996          | 6                 | 0                 | 0                 | 0                 | 0                 | —             |
| Sydney 2000           | 7                 | 0                 | 1                 | 0                 | 1                 | 64            |
| Athens 2004           | 11                | 0                 | 0                 | 0                 | 0                 | —             |
| Bắc Kinh 2008         | 21                | 0                 | 1                 | 0                 | 1                 | 72            |
| Luân Đôn 2012         | 18                | 0                 | 0                 | 1                 | 1                 | 79            |
| Rio de Janeiro 2016   | 23                | 1                 | 1                 | 0                 | 2                 | 48            |
| Tokyo 2020            | 18                | 0                 | 0                 | 0                 | 0                 | —             |
| Paris 2024            | 16                | 0                 | 0                 | 0                 | 0                 | —             |
| Los Angeles 2028      | sự kiện tương lai | sự kiện tương lai | sự kiện tương lai | sự kiện tương lai | sự kiện tương lai |               |
| Brisbane 2032         | sự kiện tương lai | sự kiện tương lai | sự kiện tương lai | sự kiện tương lai | sự kiện tương lai |               |
| Tổng                  | 168               | 1                 | 3                 | 1                 | 5                 | 100           |

### Huy chương theo môn
| Môn thi đấu        | Vàng | Bạc | Đồng | Tổng số |
| ------------------ | ---- | --- | ---- | ------- |
| Bắn súng           | 1    | 1   | 0    | 2       |
| Cử tạ              | 0    | 1   | 1    | 2       |
| Taekwondo          | 0    | 1   | 0    | 1       |
| Tổng số (3 đơn vị) | 1    | 3   | 1    | 5       |

## Vận động viên đoạt huy chương
| Huy chương | Tên               | Đại hội             | Môn thi   | Nội dung                 |
| ---------- | ----------------- | ------------------- | --------- | ------------------------ |
| Bạc        | Trần Hiếu Ngân    | Sydney 2000         | Taekwondo | 57 kg nữ                 |
| Bạc        | Hoàng Anh Tuấn    | Bắc Kinh 2008       | Cử tạ     | 56 kg nam                |
| Đồng       | Trần Lê Quốc Toàn | Luân Đôn 2012       | Cử tạ     | 56 kg nam                |
| Vàng       | Hoàng Xuân Vinh   | Rio de Janeiro 2016 | Bắn súng  | 10 mét súng ngắn hơi nam |
| Bạc        | Hoàng Xuân Vinh   | Rio de Janeiro 2016 | Bắn súng  | 50 mét súng ngắn nam     |